# 무선 전화
무선전화(無線電話)는 전화선이 없는 전화기를 말한다. 대표적으로 휴대전화와 집에서 사용하는 무선 전화를 말한다. 무선전화는 전파를 통해 전달된다.

## 논란
2013년 10월, 대한민국 미래창조과학부가 아날로그 무선 전화의 사용을 2014년 1월 1일부터 일방적으로 금지하기로 하여 논란이 되고 있다.

## 같이 보기
- Wi-Fi
- 휴대 전화